# مودری سی‌ای‌پی-۱۰
مودری سی‌ای‌پی-۱۰ (به انگلیسی: Mudry_CAP_10) یک هواگرد ملخ‌پیشین تک‌موتوره از نوع آکروباتیک ساخت شرکت Avions Mudry & Cie (now Apex Aircraft) است. هواگرد مودری سی‌ای‌پی-۱۰ نخستین پروازش را در ۱۹۶۸ میلادی انجام داد. در مجموع، تعداد ۳۰۰+ فروند از این هواگرد ساخته شده‌است.
طراح این هواگرد، Nenad Hrisafović بود.